# Robbers and Cowards
Albums de Cold War Kids
Up in Rags
(2006) We Used to Vacation
(2006)
Robbers and Cowards est le premier album du groupe de rock indépendant Cold War Kids. Il a été réalisé en 2006 sur le label Downtown Records et contient le single Hang Me Up To Dry.
L'accueil critique a été moyen, notamment de la part de Pitchfork, avec une note de 5,0/10.

## Liste des titres
Toutes les chansons sont composées par Cold War Kids.
1. We Used to Vacation – 4:14
2. Hang Me Up to Dry – 3:38
3. Tell Me in the Morning – 3:36
4. Hair Down – 3:40
5. Passing the Hat – 3:25
6. Saint John – 3:26
7. Robbers – 3:31
8. Hospital Beds – 4:46
9. Pregnant – 3:58
10. Red Wine, Success! – 2:37
11. God, Make Up Your Mind – 4:59
12. Rubidoux – 11:02
  - incluant le titre caché Sermon vs. the Gospel – 3:40

## Charts
| Chart (2007)                         | Peak position |
| ------------------------------------ | ------------- |
| E-U Billboard 200                    | 173           |
| E-U Billboard Top Heatseekers        | 4             |
| E-U Billboard Top Independant Albums | 15            |
| R-U Albums Charts                    | 35            |